# 流行先鋒 (专辑)
《流行先鋒》（英語：Future Nostalgia）是英國歌手杜娃·黎波的第二張錄音室專輯。專輯由華納音樂於2020年3月27日發行。專輯原定的發行日期為2020年4月3日，但由於專輯音檔被提前流出，因此提前發行。專輯請來了詞曲作家及音樂製作人包含傑夫·巴斯克、伊恩·柯克派屈克、斯圖亞特·普萊斯、怪物與陌生人等，替本張專輯定調為帶有懷舊、迪斯科、電子音樂風格的流行音乐專輯。
專輯發行前，共推出了三首發行單曲及一首宣傳單曲。〈拒絕再玩〉是專輯的首支單曲，於2019年11月1日發行，獲得了巨大的迴響以及商業層面的成功。該首單曲在英國單曲排行榜及美國《告示牌》百大單曲榜皆獲得第二名。與專輯同名的宣傳單曲〈流行先鋒〉發行於2019年12月13日。2020年1月31日發行第二首單曲〈激情狂歡〉，打入英國單曲排行榜第五名。第三首單曲〈心碎情網〉於2020年3月25日推出。隨著專輯宣傳，宣布了將於2021年1月開始起跑流行先鋒巡演。
第63屆格萊美獎共提名「年度專輯」、「最佳流行專輯」、「最佳流行歌曲」、「最佳合唱組合」、「最佳唱片」及「非古典類製作人」六個獎項，最終拿下最佳流行專輯獎。

## 曲目列表
| 《流行先鋒》 | 《流行先鋒》               | 《流行先鋒》 |
| 曲序         | 曲目                       | 时长         |
| ------------ | -------------------------- | ------------ |
| 1.           | 流行先鋒 Future Nostalgia  | 3:04         |
| 2.           | 拒絕再玩 Don't Start Now   | 3:03         |
| 3.           | 卸下防備 Cool              | 3:29         |
| 4.           | 激情狂歡 Physical          | 3:13         |
| 5.           | 興致高昂 Levitating        | 3:23         |
| 6.           | 求求你 Pretty Please       | 3:14         |
| 7.           | 愛的幻覺 Hallucinate       | 3:28         |
| 8.           | 再愛一次 Love Again        | 4:18         |
| 9.           | 心碎情網 Break My Heart    | 3:41         |
| 10.          | 水乳交融 Good In Bed       | 3:38         |
| 11.          | 男孩本色 Boys Will Be Boys | 2:46         |
| 总时长：     | 总时长：                   | 37:17        |

## 流行先锋 – 月色迷情版
《流行先鋒 – 月色迷情版》（英語：Future Nostalgia：The Moonlight Edition）是英國歌手杜娃·黎波的特别版專輯。專輯由華納音樂於2021年2月11日發行。用一天，她的歌曲《好聚好散》也一样发行。